# 小行星12526
小行星12526（12526 de Coninck）是一颗绕太阳运转的小行星，为主小行星带小行星。该小行星于1998年4月25日发现。

## 轨道参数
小行星12526的轨道半长轴为2.3614962 UA，离心率为0.185。